# دیو لوت
دیو لوت (انگلیسی: Dave Laut; ۲۱ دسامبر ۱۹۵۶ – ۲۷ اوت ۲۰۰۹) ورزشکار دو و میدانی اهل ایالات متحده آمریکا بود.